# Угорское сельское поселение (Кировская область)
Уго́рское се́льское поселе́ние  — муниципальное образование в составе Верхошижемского района Кировской области России.
Центр — деревня Угор.

## История
Угорское сельское поселение образовано 1 января 2006 года согласно Закону Кировской области от 07.12.2004 № 284-ЗО.

## Население
| 2010 | 2012 | 2013 | 2014 | 2015 | 2016 | 2017 |
| ---- | ---- | ---- | ---- | ---- | ---- | ---- |
| 491  | ↘477 | ↘469 | ↗477 | ↘455 | →455 | ↘451 |
| 2018 | 2019 | 2020 | 2021 |      |      |      |
| ↘431 | ↘418 | ↘415 | ↘409 |      |      |      |

## Состав
В состав поселения входят 13 населённых пунктов (население, 2010):
| - деревня Угор — 426 чел.; - деревня Бережные у реки — 0 чел.; - деревня Глинное — 0 чел.; - село Желтые — 20 чел.; - деревня Захаровшина — 5 чел.; - деревня Кручина — 0 чел.; - деревня Лена — 0 чел.; | - деревня Мулы — 0 чел.; - деревня Песок — 3 чел.; - деревня Сизые — 4 чел.; - деревня Сороки — 9 чел.; - деревня Сычево — 24 чел.; - деревня Тайник — 0 чел. |